# Emory Douglas

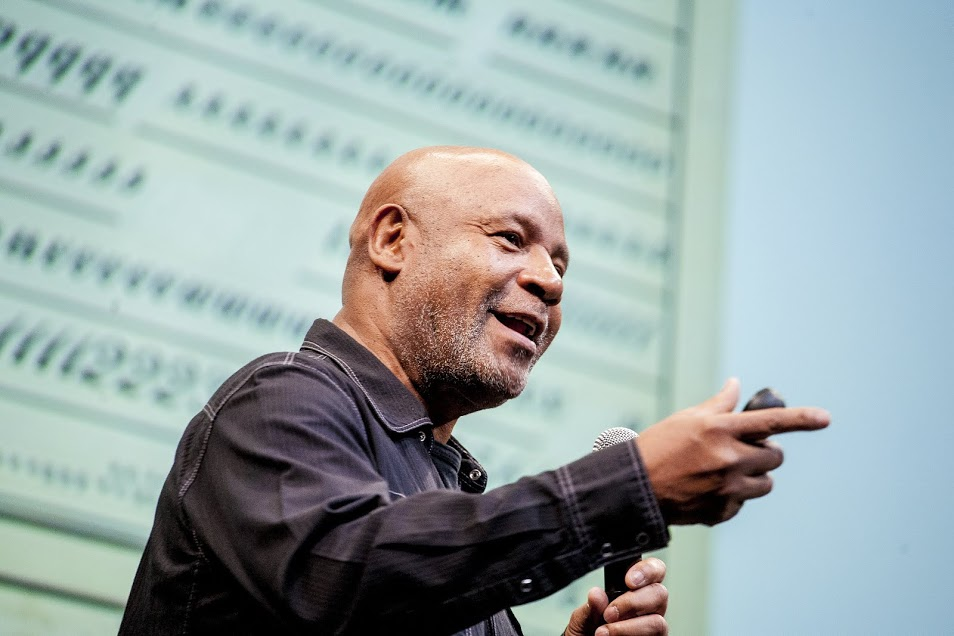
Emory Douglas 2014

Emory Douglas (* 24. Mai 1943 in Grand Rapids, Michigan) ist ein afro-amerikanischer Grafiker. Er war ein führendes Mitglied der Black Panthers als ihr Kultusminister (Minister of Culture). Er gestaltete die wöchentlich erscheinende Parteizeitung The Black Panther von Anfang (1967) an, bis sie ihr Erscheinen 1979 einstellte.

## Leben und politische Arbeit
Douglas studierte Grafik und arbeitete für schwarze kulturpolitische Projekte; er entwarf etwa Bühnenbilder für Stücke von Amiri Baraka, als er von den Schwarzen Panthern hörte und ihnen seine Dienste anbot. Er gestaltete die Parteizeitung von der ersten Nummer an und zeichnete die grafischen Kommentare sowie visuelle Propaganda für das zeitweise äußerst populäre Blatt. Douglas' Helden und Heldinnen symbolisierten die Black Panthers auf dem Papier und auf Plakaten, wie die in schwarzem Leder uniformierten und mit Gewehren bewaffnet demonstrierenden Jugendlichen auf der Straße. Er verlieh den Panthers schon damals ein Gangsta-Image. Die halbrealistischen Karikaturen und ihre Sprechblasen-Parolen forderten unmittelbar zum militanten Kampf auf. Ziel der maoistischen Parteipropaganda war es, die Schwarzen in den Ghettos schon einmal als Helden darzustellen, nicht als hilflose Opfer, sondern von der Sache der Partei überzeugt und so bereit zu kämpfen und zu töten.
Der bekannte Jugendbuchautor Frederik Hetmann zitierte begeistert das Poem There is a pig upon the hill./ If you don't kill him,/ the Panthers will und die Regensburger Taschenbücher bildeten eine passende Grafik ab.
Douglas lernte sein Handwerk im Gefängnis, als er in der Youth Training School im kalifornischen Ontario einsaß und in der Gefängnisdruckerei arbeiten konnte. Er studierte dann Grafik am City College of San Francisco, als er Bobby Seale und Huey Newton kennenlernte.

## Ausstellungen
Das Museum of Contemporary Art in Los Angeles widmete ihm als Black Panther und seiner Revolutionären Kunst in ihrem Grafikmuseum Ende 2007 bis Anfang 2008 eine große Ausstellung. In England kam es 2009 im Urbis Arts Museum mitten in Manchester zu einer ähnlichen Ausstellung. Hier präsentierte man aber auch den Kontext, in dem die Arbeiten entstanden waren und beleuchtete die einst aufregenden Leben der jungen Revolutionäre. Douglas veranstaltete Kurse mit Kindern und deren Nachahmungen seiner Arbeit wurden dann auch ausgestellt.